# اسامه محمد
اسامه محمد (انگلیسی: Osama Mohamed؛ زادهٔ ۱ اکتبر ۱۹۷۹) ورزشکار فوتبال اهل مصر است.
از باشگاه‌هایی که در آن بازی کرده‌است می‌توان به باشگاه فوتبال پتروجت و تیم ملی فوتبال مصر اشاره کرد.